# Dayi (köpinghuvudort i Kina, Jiangsu Sheng, lat 32,54, long 119,24)
Dayi (kinesiska: 大仪, 大仪镇) är en köpinghuvudort i Kina. Den ligger i provinsen Jiangsu, i den östra delen av landet, omkring 67 kilometer nordost om provinshuvudstaden Nanjing. Antalet invånare är 44 710. Befolkningen består av 22 107 kvinnor och 22 603 män. Barn under 15 år utgör 10,0 %, vuxna 15-64 år 76 %, och äldre över 65 år 12,0 %.
Runt Dayi är det tätbefolkat, med 735 invånare per kvadratkilometer. Dayi är det största samhället i trakten. Trakten runt Dayi består till största delen av jordbruksmark.
Genomsnittlig årsnederbörd är 1 277 millimeter. Den regnigaste månaden är juli, med i genomsnitt 262 mm nederbörd, och den torraste är december, med 31 mm nederbörd.